# Эльстертребниц
Эльстертребниц (нем. Elstertrebnitz) — община в Германии, в земле Саксония, входит в состав района Лейпциг и подчиняется управлению Пегау. Население составляет 1278 человек (на 31 декабря 2013 года). Занимает площадь 11,66 км².

## Состав коммуны
В состав коммуны Эльстертребниц входит 7 физически соединённых населённых пунктов:
- Грайтшюц (нем. Greitschütz, «E», 51°08′46″ с. ш. 12°13′57″ в. д.HGЯO).
- Коштевиц (нем. Costewitz, «F», 51°08′36″ с. ш. 12°13′53″ в. д.HGЯO).
- Одервиц (нем. Oderwitz, «G», 51°08′25″ с. ш. 12°13′47″ в. д.HGЯO).
- Ойлау (нем. Eulau, «B», 51°09′37″ с. ш. 12°14′33″ в. д.HGЯO).
- Танневиц (нем. Tannewitz, «C», 51°09′07″ с. ш. 12°14′26″ в. д.HGЯO).
- Траучен (нем. Trautzschen, «D», 51°08′52″ с. ш. 12°14′21″ в. д.HGЯO).
- Эльстертребниц (нем. Elstertrebnitz, «A», 51°09′19″ с. ш. 12°14′29″ в. д.HGЯO).

## История
Первое упоминание о поселении Эльстертребниц встречается в 1039 году, поселение Траучен упоминается в 1209 году в дипломатическом кодексе Саксонии. Первое упоминание о поселении Ойлау встречается в 1268 году в документах Епископства Мерзебург. В 1320 году впервые упоминается Коштевиц, а в 1346-м Одервиц. Танневиц упоминается в 1350 году в Ленбухе Фридриха III.
Община была образована в 1934 году, объединив все эти населённые пункты. С 1952 года входила в район Борна, а с 1994 года в район Лейпцигер.
1 августа 2008 года, после проведённых реформ, Эльстертребниц вошёл в состав нового района Лейпциг.

## Население
| Год  | Численность | Численность |
| ---- | ----------- | ----------- |
| 2017 | 1251        | [ 1 ]       |
| 2019 | 1274        | [ 5 ]       |
| 2021 | 1306        | [ 6 ]       |
| 2022 | 1296        | [ 7 ]       |
| 2023 | 1276        | [ 2 ]       |

## Галерея

Эльстертребниц на карте района
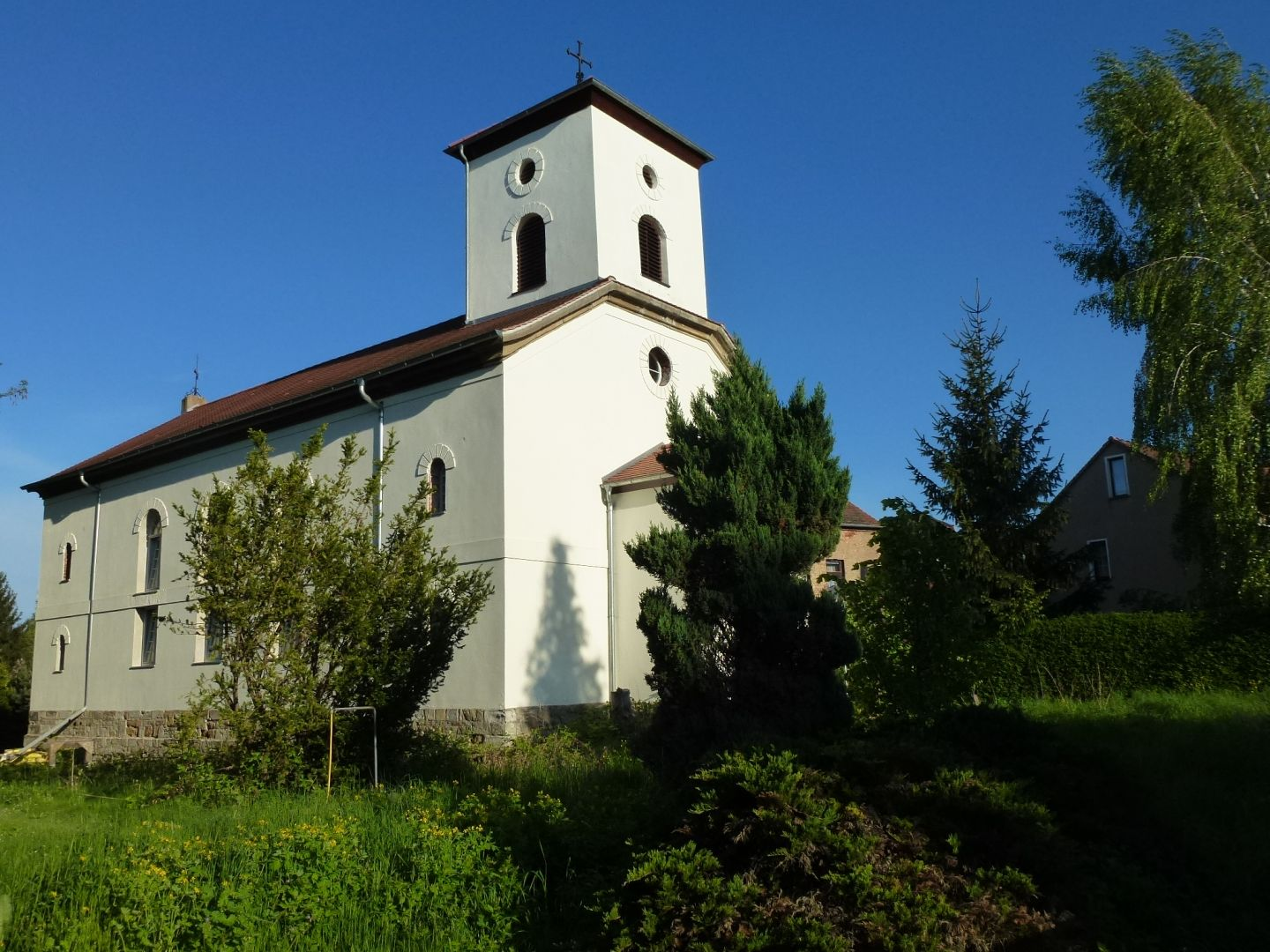
Церковь в Эльстертребниц
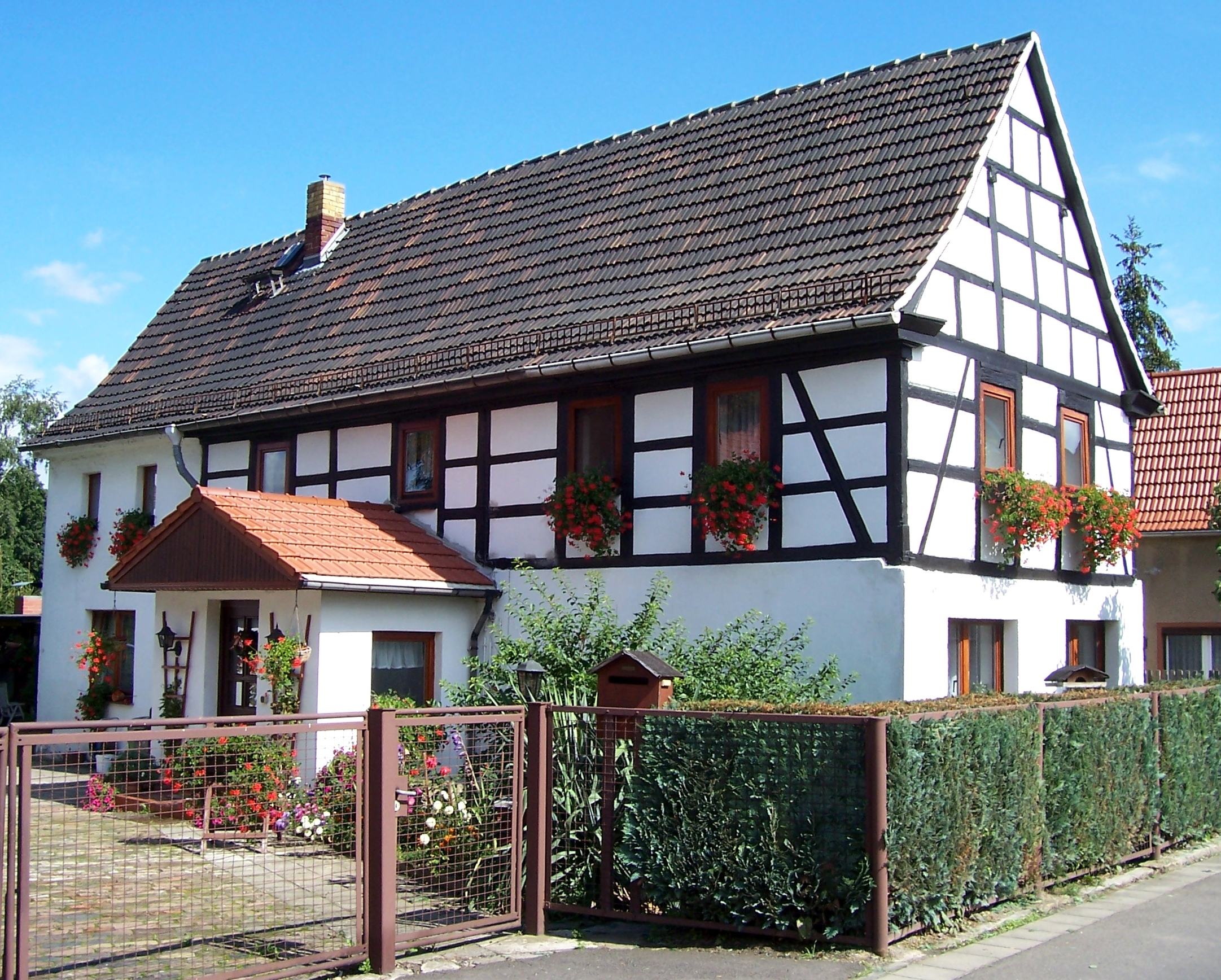
Фахверковый дом в Ойлау
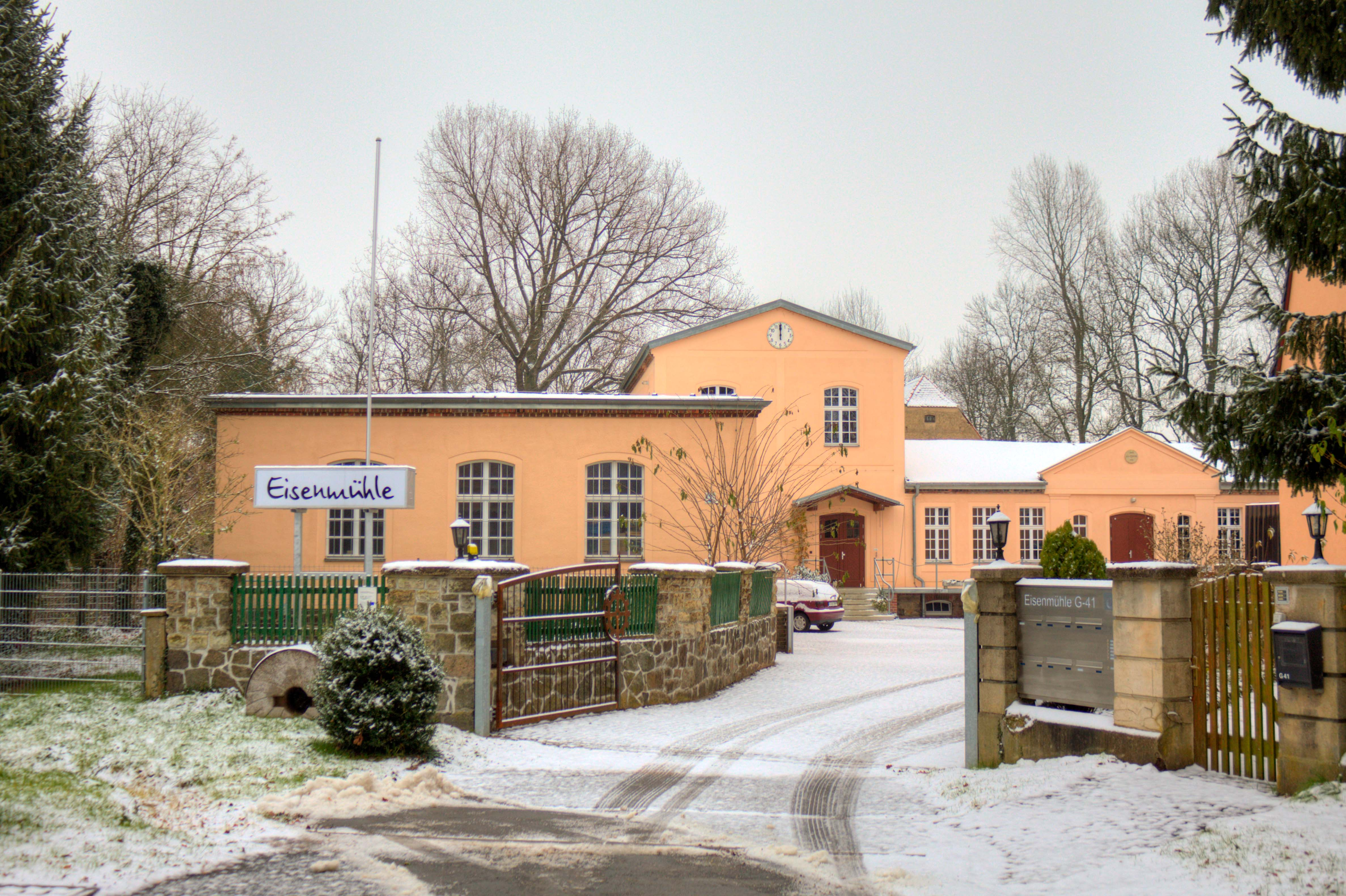
Водяная мельница в Одервице